# Lista de pilotos e equipas da Superleague Fórmula
Esta é uma Lista de pilotos e equipas da Superleague Fórmula, que é uma lista de todos os pilotos que iniciaram pelo menos uma corrida na Superleague Fórmula. Esta lista é precisa e inclui a última ronda da temporada de 2009, em Jarama.

## Pilotos
| Nome                  | País                   | Temporadas       | Títulos  | Corridas Iniciadas | Poles | Vitórias | Pódios | Voltas mais rápidas |
| --------------------- | ---------------------- | ---------------- | -------- | ------------------ | ----- | -------- | ------ | ------------------- |
| Kasper Andersen       | Dinamarca              | 2008, 2009       | 0        | 20                 | 1     | 0        | 1      | 0                   |
| Bertrand Baguette     | Bélgica                | 2008             | 0        | 4                  | 0     | 0        | 0      | 0                   |
| Enrique Bernoldi      | Brasil                 | 2009             | 0        | 10                 | 0     | 0        | 1      | 0                   |
| Sébastien Bourdais    | França                 | 2009             | 0        | 6                  | 1     | 1        | 4      | 0                   |
| Yelmer Buurman        | Países Baixos          | 2008, 2009       | 0        | 23                 | 0     | 2        | 5      | 4                   |
| Ryan Dalziel          | Reino Unido            | 2008             | 0        | 10                 | 0     | 0        | 0      | 0                   |
| Carlo van Dam         | Países Baixos          | 2009             | 0        | 6                  | 0     | 0        | 0      | 0                   |
| Craig Dolby           | Reino Unido            | 2008, 2009, 2010 | 0        | 24                 | 0     | 1        | 7      | 3                   |
| Robert Doornbos       | Países Baixos          | 2008             | 0        | 11                 | 1     | 2        | 5      | 0                   |
| Borja García          | Espanha                | 2008             | 0        | 12                 | 0     | 1        | 1      | 0                   |
| Tristan Gommendy      | França                 | 2008, 2009       | 0        | 21                 | 0     | 2        | 3      | 1                   |
| Esteban Guerrieri     | Argentina              | 2009             | 0        | 10                 | 1     | 2        | 3      | 1                   |
| Dominik Jackson       | Reino Unido            | 2008             | 0        | 2                  | 0     | 0        | 0      | 0                   |
| Julien Jousse         | França                 | 2009             | 0        | 4                  | 0     | 0        | 1      | 0                   |
| Stamatis Katsimis     | Grécia                 | 2008             | 0        | 4                  | 0     | 0        | 0      | 0                   |
| Jonathan Kennard      | Reino Unido            | 2009             | 0        | 8                  | 0     | 0        | 0      | 0                   |
| Scott Mansell         | Reino Unido            | 2009             | 0        | 2                  | 0     | 0        | 0      | 0                   |
| John Martin           | Austrália              | 2009             | 0        | 12                 | 0     | 0        | 2      | 0                   |
| Paul Meijer           | Países Baixos          | 2008             | 0        | 4                  | 1     | 1        | 2      | 0                   |
| Miguel Molina         | Espanha                | 2009             | 0        | 2                  | 0     | 0        | 0      | 0                   |
| Dominick Muermans     | Países Baixos          | 2008, 2009       | 0        | 8                  | 0     | 0        | 0      | 0                   |
| Nelson Panciatici     | França                 | 2009             | 0        | 12                 | 0     | 0        | 0      | 0                   |
| Giorgio Pantano       | Itália                 | 2009             | 0        | 12                 | 0     | 1        | 2      | 0                   |
| Álvaro Parente        | Portugal               | 2009             | 0        | 2                  | 0     | 1        | 1      | 0                   |
| Franck Perera         | França                 | 2008, 2009       | 0        | 8                  | 1     | 0        | 2      | 0                   |
| Pedro Petiz           | Portugal               | 2009             | 0        | 12                 | 0     | 1        | 2      | 0                   |
| Nelson Philippe       | França                 | 2008             | 0        | 3                  | 0     | 0        | 0      | 0                   |
| Alessandro Pier Guidi | Itália                 | 2008             | 0        | 12                 | 0     | 0        | 3      | 0                   |
| Antônio Pizzonia      | Brasil                 | 2008, 2009       | 0        | 22                 | 3     | 0        | 3      | 4                   |
| Davide Rigon          | Itália                 | 2008, 2009       | 1 (2008) | 18                 | 1     | 3        | 6      | 3                   |
| Tuka Rocha            | Brasil                 | 2008             | 0        | 12                 | 0     | 0        | 1      | 0                   |
| Andy Soucek           | Espanha                | 2008             | 0        | 11                 | 0     | 0        | 0      | 3                   |
| Duncan Tappy          | Reino Unido            | 2008, 2009       | 0        | 14                 | 0     | 0        | 3      | 0                   |
| Enrico Toccacelo      | Itália                 | 2008             | 0        | 10                 | 0     | 0        | 1      | 1                   |
| Ho-Pin Tung           | China                  | 2009             | 0        | 12                 | 0     | 1        | 2      | 0                   |
| Adrián Vallés         | Espanha                | 2008, 2009       | 1 (2009) | 24                 | 2     | 3        | 7      | 1                   |
| María de Villota      | Espanha                | 2009             | 0        | 6                  | 0     | 0        | 0      | 0                   |
| James Walker          | Reino Unido            | 2008             | 0        | 4                  | 0     | 1        | 1      | 0                   |
| Max Wissel            | Alemanha               | 2008, 2009, 2010 | 0        | 23                 | 0     | 1        | 3      | 3                   |
| Andreas Zuber         | Emirados Árabes Unidos | 2008             | 0        | 4                  | 0     | 0        | 0      | 0                   |

NOTA - os resultados da Corrida 3 não estão incluídos (Aplica-se às rondas 1, 3, 4 e 6 de 2009.).

### Por nacionalidade
| País                   | Total de Pilotos | Campeões         | Actual/ais | Primeiro/s piloto/s                                                   | Actual/ais piloto/s                                       | Último/s piloto/s Nota 1          | Outro (s) piloto (s)                               |
| ---------------------- | ---------------- | ---------------- | ---------- | --------------------------------------------------------------------- | --------------------------------------------------------- | --------------------------------- | -------------------------------------------------- |
| Alemanha               | 1                | 0                | 1          | Max Wissel (2008)                                                     | Max Wissel                                                | -                                 | -                                                  |
| Argentina              | 1                | 0                | 1          | Esteban Guerrieri (2009)                                              | -                                                         | Esteban Guerrieri                 | -                                                  |
| Austrália              | 1                | 0                | 1          | John Martin (2009)                                                    | John Martin                                               | -                                 | -                                                  |
| Bélgica                | 1                | 0                | 0          | Bertrand Baguette (2008)                                              | Frédéric Vervisch                                         |                                   | Bertrand Baguette                                  |
| Brasil                 | 3                | 0                | 0          | Antônio Pizzonia, Tuka Rocha (2008)                                   | -                                                         | Antônio Pizzonia Enrique Bernoldi | -                                                  |
| China                  | 1                | 0                | 0          | Ho-Pin Tung (2009)                                                    | -                                                         | Ho-Pin Tung                       | -                                                  |
| Dinamarca              | 1                | 0                | 0          | Kasper Andersen (2008)                                                | -                                                         | Kasper Andersen                   | -                                                  |
| Emirados Árabes Unidos | 1                | 0                | 0          | Andreas Zuber (2008)                                                  | -                                                         | Andreas Zuber                     | -                                                  |
| Espanha                | 5                | 1 (Vallés, 2009) | 3          | Andy Soucek, Adrián Vallés, Borja García (2008)                       | Andy Soucek Celso Míguez Marcos Martínez María de Villota | -                                 | Borja García                                       |
| França                 | 6                | 0                | 4          | Franck Perera, Nelson Philippe, Tristan Gommendy (2008)               | Franck Montagny Julien Jousse Tristan Gommendy            | -                                 | Franck Perera Nelson Panciatici Sébastien Bourdais |
| Grécia                 | 1                | 0                | 0          | Stamatis Katsimis (2008)                                              | -                                                         | Stamatis Katsimis                 | -                                                  |
| Índia                  | 1                | 0                | 1          | Narain Karthikeyan (2010)                                             | -                                                         | Narain Karthikeyan                | -                                                  |
| Itália                 | 4                | 1 (Rigon, 2008)  | 1          | Alessandro Pier Guidi, Davide Rigon (2008)                            | Davide Rigon                                              | -                                 | Enrico Toccacelo Giorgio Pantano                   |
| Nova Zelândia          | 1                | 0                | 1          | Chris van der Drift (2010)                                            | -                                                         | Chris van der Drift               | -                                                  |
| Países Baixos          | 5                | 0                | 2          | Dominick Muermans, Paul Meijer Robert Doornbos, Yelmer Buurman (2008) | Yelmer Buurman Robert Doornbos                            | -                                 | Carlo van Dam                                      |
| Portugal               | 2                | 0                | 1          | Álvaro Parente, Pedro Petiz (2009)                                    | Álvaro Parente                                            | -                                 | -                                                  |
| Reino Unido            | 7                | 0                | 2          | Craig Dolby, Dominik Jackson Duncan Tappy, Ryan Dalziel (2008)        | Ben Hanley Craig Dolby Duncan Tappy Hywel Lloyd           | -                                 | James Walker Jonathan Kennard Scott Mansell        |

Nota 1: Só é considerada a coluna Último (s) piloto (s) quando o país em questão não tem, actualmente, pilotos na Superleague Fórmula.

Nota 2: não estão incluídos os resultados da Corrida 3 (aplicado às rondas 1, 3, 4 e 6 da temporada de 2009).

Nota 3: para ordem alfabética dos países, carregar uma vez no símbolo , na 1ª coluna da 1ª linha (que diz "País").

## Equipas de corrida
| Nome                                     | País          | Temporadas       | Campeonatos Ganhos | Corridas Iniciadas | Poles | Vitórias | Pódios | Voltas mais Rápidas |
| ---------------------------------------- | ------------- | ---------------- | ------------------ | ------------------ | ----- | -------- | ------ | ------------------- |
| Alan Docking Racing                      | Reino Unido   | 2008, 2009, 2010 | 0                  | 73                 | 3     | 1        | 10     | 5~                  |
| Alpha Team                               |               | 2010             | 0                  | 0                  | 0     | 0        | 0      | 0                   |
| Azerti Motorsport                        | Bélgica       | 2008, 2009, 2010 | 0                  | 60                 | 0     | 3        | 7      | 2                   |
| Barazi Epsilon                           | França        | 2009, 2010       | 0                  | 12                 | 0     | 0        | 0      | 0                   |
| Delta Racing (com a Alan Docking Racing) | Reino Unido   | 2009             | 0                  | 6                  | 0     | 0        | 0      | 0                   |
| EmiliodeVillota Motorsport               | Espanha       | 2010             | 0                  | 0                  | 0     | 0        | 0      | 0                   |
| Drivex                                   | Espanha       | 2010             | 0                  | 0                  | 0     | 0        | 0      | 0                   |
| EuroInternational                        | Itália        | 2008             | 0                  | 21                 | 0     | 0        | 1      | 4                   |
| FMS International                        | Itália        | 2008             | 0                  | 12                 | 1     | 0        | 3      | 0                   |
| GTA Motor Competicion                    | Espanha       | 2008             | 0                  | 24                 | 0     | 1        | 4      | 0                   |
| GU-Racing International                  | Alemanha      | 2008, 2009, 2010 | 0                  | 47                 | 2     | 2        | 6      | 4                   |
| Hitech Junior Team/Atech Grand Prix      | Reino Unido   | 2008, 2009, 2010 | 1 (2009)           | 46                 | 3     | 6        | 12     | 2                   |
| LRS Formula                              | França        | 2010             | 0                  | 0                  | 0     | 0        | 0      | 0                   |
| Reid Motorsport                          | Reino Unido   | 2009, 2010       | 0                  | 8                  | 1     | 2        | 4      | 0                   |
| Racing for Holland                       | Países Baixos | 2010             | 0                  | 0                  | 0     | 0        | 0      | 0                   |
| Scuderia Playteam                        | Itália        | 2008             | 0                  | 23                 | 1     | 2        | 8      | 0                   |
| Team Astromega                           | Bélgica       | 2008             | 0                  | 24                 | 0     | 0        | 4      | 1                   |
| Team West-Tec                            | Reino Unido   | 2008             | 0                  | 0                  | 0     | 0        | 0      | 0                   |
| Ultimate Motorsport                      | Reino Unido   | 2009             | 0                  | 16                 | 0     | 1        | 2      | 0                   |
| Zakspeed                                 | Alemanha      | 2008, 2009       | 1 (2008)           | 46                 | 2     | 6        | 11     | 6                   |
| TBA                                      | TBA           | 2010             | 0                  | 0                  | 0     | 0        | 0      | 0                   |

Nota 1: não estão incluídos os resultados da Corrida 3 (aplicado às rondas 1, 3, 4 e 6 da temporada de 2009).

Nota 2: para ordem alfabética, carregar uma vez no símbolo , na 1ª coluna da 1ª linha (que diz "Nome").